# Flujo intermedio
En hidrología e hidrogeología, el flujo intermedio es el movimiento lateral de agua en la zona no saturada, o zona vadosa, que regresa a la superficie o entra en un río. El término flujo intermedio se usa a veces de manera intercambiable con flujo de paso; sin embargo, el flujo de paso es específicamente la subcomponente del flujo intermedio que regresa a la superficie, como escorrentía, antes de entrar en un río o convertirse en agua subterránea. El flujo intermedio ocurre cuando el agua se infiltra (ver infiltración) en el subsuelo, la conductividad hidráulica disminuye con la profundidad, y el flujo lateral avanza cuesta abajo. A medida que el agua se acumula en el subsuelo, puede ocurrir saturación, y el flujo intermedio puede exfiltrar como flujos de retorno, convirtiéndose en escorrentía.
El flujo intermedio es común en zonas de altas pendientes donde bajo el suelo subyace una capa impermeable.